# Josef Stalder
Josef Stalder, noto come Sepp Stalder (6 febbraio 1919 – Lucerna, 2 marzo 1991), è stato un ginnasta svizzero.

## Palmarès

### Olimpiadi
- Oro a Londra 1948 nella sbarra.
- Argento a Londra 1948 nel concorso a squadre.
- Argento a Helsinki 1952 nella sbarra.
- Argento a Helsinki 1952 nel concorso a squadre.
- Bronzo a Londra 1948 nelle parallele simmetriche.
- Bronzo a Helsinki 1952 nel concorso individuale.
- Bronzo a Helsinki 1952 nelle parallele simmetriche.

## Riconoscimenti
- Sportivo svizzero dell'anno (1952)